# Sedlčansko

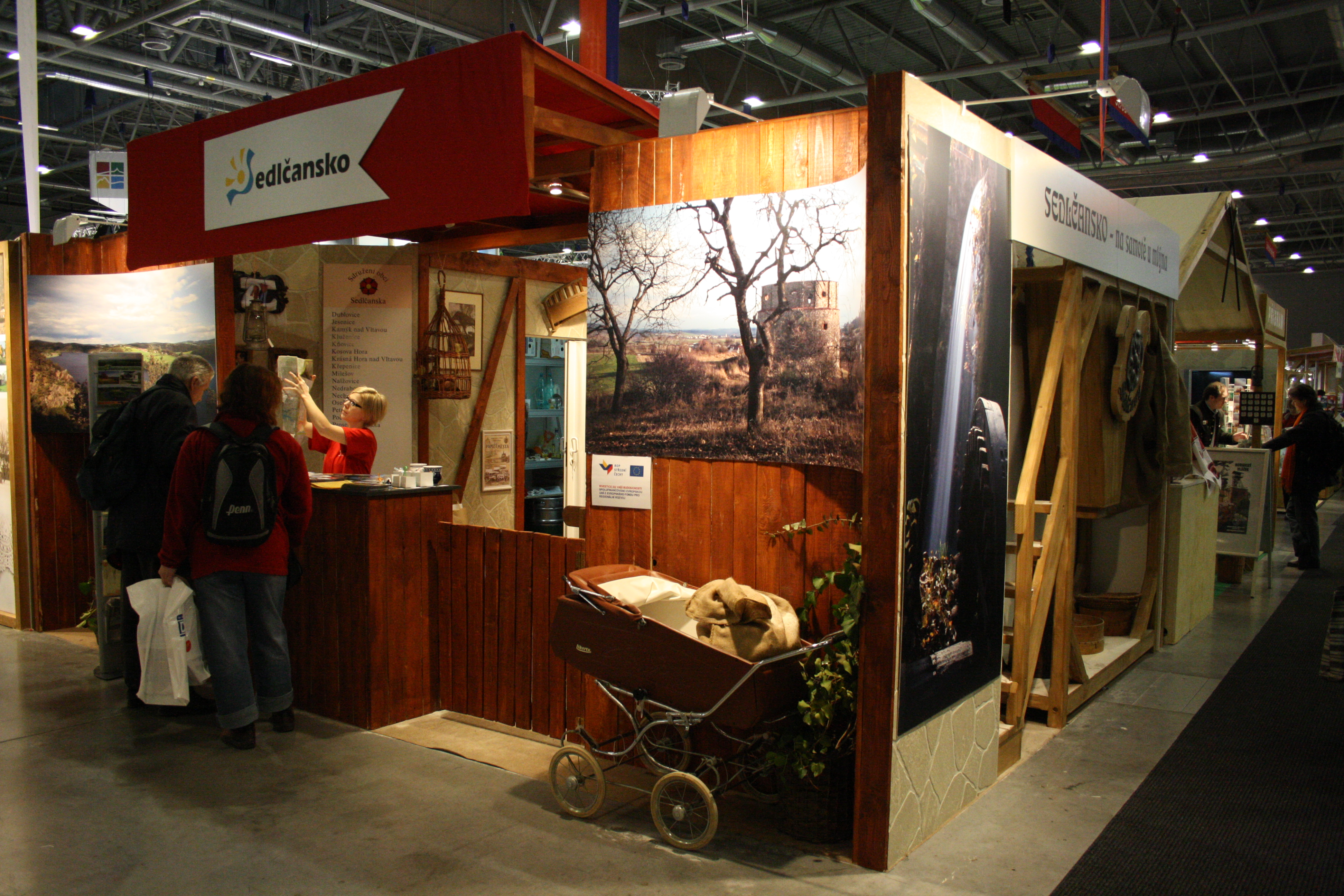
Prezentace Sedlčanska na veletrhu REGIONTOUR v roce 2010

Sedlčansko je historický a administrativní region nacházející se v příbramském okrese, na jižní periferii Středočeského kraje. V současnosti jej lze nejpřesněji vymezit administrativní hranicí ORP Sedlčany, která byla aktualizována naposledy v roce 2007 připojením Sedlecko-Prčicka. V minulosti (1850–⁠1960) se v této oblasti rozkládal územně širší politický okres a územně užší soudní okres Sedlčany. Sedlčansko patří do turistické oblasti Toulava. Centrem regionu je město Sedlčany.

## Průběh hranic
Hranice Sedlčanska, kopírující hranice ORP Sedlčany, probíhá ze severu od hladiny Slapské nádrže podél Mastníku a Křečovického potoka dále na východ, kde pokračuje přes hřeben s vrcholy V horách (566 m n. m.) a Vápenka (593 m n. m.), na jihu vede vrcholovými partiemi Votické vrchoviny, severním úbočím Kozlova a přes Králov (672 m n. m.) pokračuje k jihozápadu. Dále probíhá podél jižního okraje Petrovicka a při přechodu přes Hrby se znovu stáčí k západu. Od Onoho Světa vede k orlické vodní nádrži, odkud pokračuje povětšinou středem vodních nádrží Kamýk a Slapy, až znovu dosáhne ústí Mastníku u Živohoště.

## Obecné definice
Doposud nebyla publikována přesná a ucelená definice Sedlčanska. Nejčastěji je oblast na pomezí středních a jižních Čech definována jako:
- "část středního Povltaví východně od Vltavy" [3]
- "členitá kopcovitá krajina přibližně ohraničená tokem Vltavy na západě a táborskou rychlostní silnicí na východě" [4]
- "kraj, kde řeky tekou hlubokými údolími na dosah lučinám, pastvinám, polím a lesíkům" [5]